# 咬筋
咬筋（こうきん、英語: masseter muscle）は筋肉の一種で骨格筋（随意筋）である。咀嚼筋の一つである。
人間においては浅部と深部に分かれており、浅部では起始が頬骨弓（側頭骨と頬骨で作る）の前2/3、停止が下顎骨咬筋粗面下部、深部では起始が頬骨弓の後ろ2/3で、停止が下顎骨咬筋粗面上部。第V脳神経である三叉神経の第三枝である下顎神経の枝の一つである咬筋神経に支配されている。この筋肉が収縮することで下顎骨が上に上がり、名前の通り咬むことができる。しかし上顎と下顎が常にかみ合わさった状態でいると、無駄な力が加わり続けるので咬筋の過剰発達が起き、顔全体が大きく見える主な原因ともなる。

## 画像

咬筋の位置とその部分  浅部  深部